# Ruth von Kleist-Retzow
Ruth von Kleist-Retzow geborene Gräfin von Zedlitz-Trützschler (* 4. Februar 1867 in Nieder Großenborau unweit  Neustädtel, Provinz Schlesien; † 2. Oktober 1945 in Kieckow, Hinterpommern) war eine deutsche Adelige, die sich in der Bekennenden Kirche und im Widerstand gegen den Nationalsozialismus engagierte.

## Leben
Ruth wurde als drittes von insgesamt sechs Kindern des Grafen Robert von Zedlitz-Trützschler und seiner Ehefrau Agnes, geborene von Rohr-Levetzow, im Landkreis Freystadt i. Niederschles. geboren. Einer ihrer älteren Brüder war Robert Graf von Zedlitz-Trützschler. Als der Vater im Jahre 1881 zum Regierungspräsidenten des Regierungsbezirks Oppeln ernannt worden war, zog die Familie nach Oppeln. Hier lernte die Komtess den Regierungsreferendar Jürgen von Kleist-Retzow aus Kieckow in Pommern kennen, den Sohn des vormaligen Oberpräsidenten der Rheinprovinz Hans Hugo von Kleist-Retzow, den sie am 4. Februar 1886 in Oppeln heiratete. Im gleichen Jahr zog das Ehepaar nach Köslin und dann nach Belgard in Pommern, wo Kleist-Retzow das Amt des Landrats des Kreises Belgard übernahm. In Belgard wurden vier Kinder geboren.

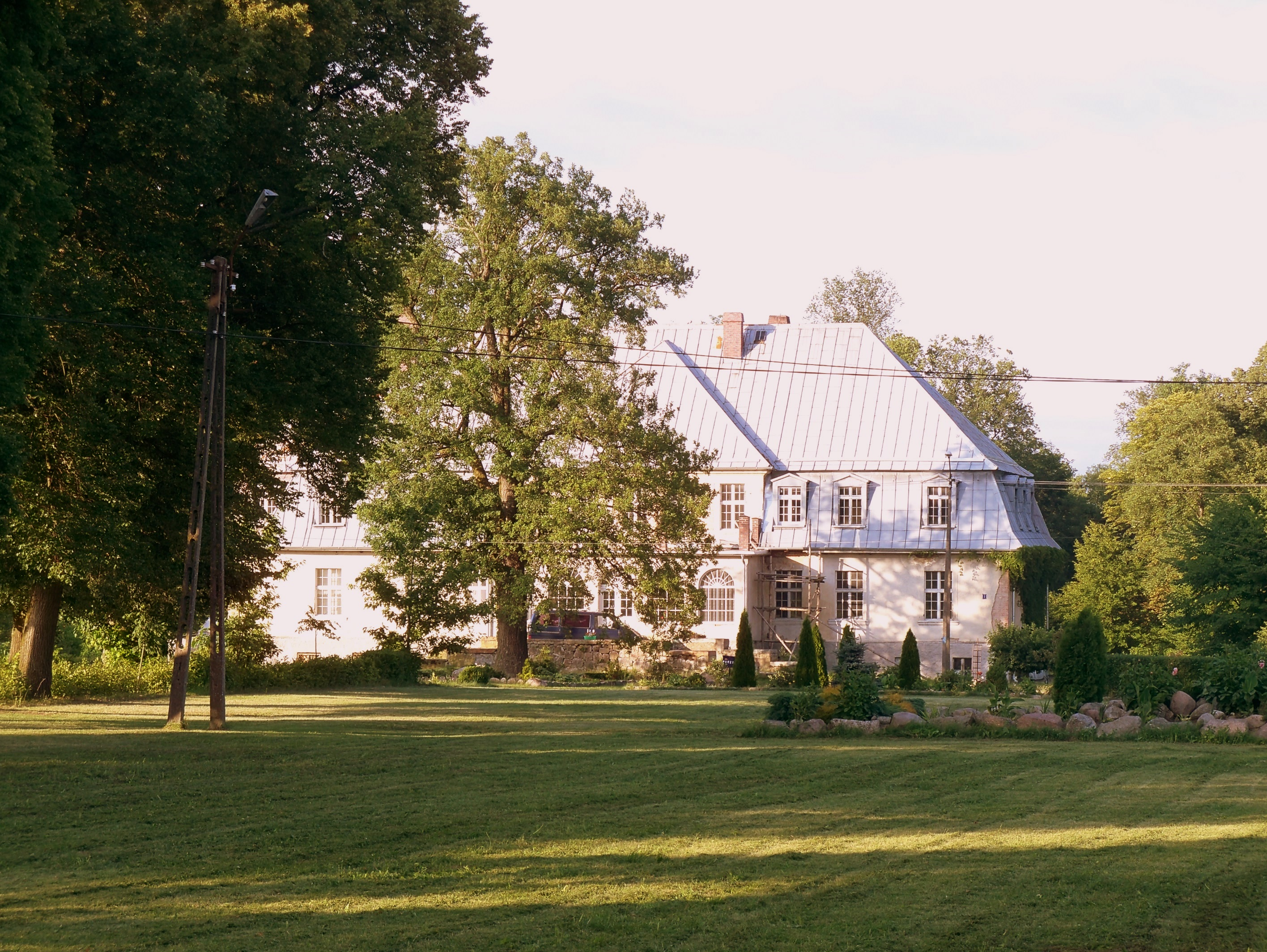
Gutshaus in Kikowo, 2011

Am 14. Dezember 1897, kurz nach der Geburt des fünften Kindes, verstarb Jürgen von Kleist-Retzow in Dresden auf der Fahrt zu einem Sanatoriumsaufenthalt. Als 30-jährige Witwe galt es nun für Ruth von Kleist-Retzow, ihre eigene und die Zukunft der Kinder zu gestalten und zu sichern. Um ihren Kindern eine gute Schulbildung zu ermöglichen, wechselte Ruth von Kleist-Retzow im Jahre 1899 nach Stettin, wo sie noch zwei Pflegesöhne mit in die Familie aufnahm: die Brüder Gottfried und Herbert von Bismarck. Das Gut in Kieckow übertrug sie einem Verwalter.
Mit Ausbruch des Ersten Weltkrieges kehrte Ruth von Kleist-Retzow nach Kieckow zurück und übernahm selbst die Verantwortung für den Familienbesitz. Im Jahre 1919 gab die 52-Jährige ihre Stettiner Stadtwohnung ganz auf und zog sich in das nahe Kieckow gelegene Gutshaus Klein Krössin als Witwensitz zurück. Jetzt fand sie Zeit, sich mit den sie schon immer bewegenden theologischen, politischen und sozialen Fragen zu beschäftigen. Wenige Monate nach Beendigung des Zweiten Weltkrieges starb sie in Kieckow.

## Wirken
Zu den Ruth von Kleist-Retzow bewegenden Fragen gehörte die Rolle ihrer Gesellschaftsschicht unter den veränderten demokratischen Bedingungen ihrer Zeit. 1926 verfasste sie eine Abhandlung über Die soziale Krisis und die Verantwortung des Gutsbesitzers. Sie forderte vom Gutsbesitzer Verantwortungsbewusstsein im Umgang mit dem Besitz, den er als „Haushalter Gottes“ verpflichtet und zum Wohle der Menschen einzusetzen habe.
Außerdem engagierte sich Ruth von Kleist-Retzow in der aus der Jugendbewegung entstandenen „Berneuchener Bewegung“, benannt nach dem Sitz der Familie Viebahn in Berneuchen bei Neudamm im Landkreis Landsberg (Warthe). Ihr ging es um die Erneuerung der evangelischen Kirche, um ganzheitliche Frömmigkeit und verbindliches geistliches Leben. Dieses Anliegen hatte Ruth von Kleist-Retzow bereits in ihren Wirkungsbereichen Kieckow, Klein Krössin und Stettin mit konsequenter Ernsthaftigkeit gelebt. Sie war 1926 neben Anna Paulsen die einzige Frau unter den 70 Unterzeichnenden des Berneuchener Buches.
Schon Ende der 1920er Jahre setzte sich Ruth von Kleist-Retzow mit dem aufkeimenden Nationalsozialismus auseinander. Sie trat in einen intensiven Gedankenaustausch mit Ewald von Kleist-Schmenzin, der 1932 bereits seine Schrift Der Nationalsozialismus – eine Gefahr veröffentlichte. Im Jahre 1935 zog Ruth von Kleist-Retzow noch einmal nach Stettin, um pädagogische Verantwortung für die dort die höhere Schule absolvierenden Enkel von Kleist, von Bismarck und von Wedemeyer zu übernehmen.
Dort traf sie auf den Kreis um Dietrich Bonhoeffer, der in Finkenwalde bei Stettin (heute: Zdróje) das Predigerseminar der Bekennenden Kirche leitete. Sie wurde zur Vermittlerin zwischen dem intellektuellen Kreis um Dietrich Bonhoeffer und dem konservativen Widerstand des Militärs, pflegte sie doch auch intensive Kontakte zu den Gutsnachbarn Hans Jürgen und Ewald von Kleist-Schmenzin. Das Gutshaus in Klein Krössin wurde Ort regelmäßiger Treffen dieser Widerstandsaktivisten, an dem im Rahmen der Treffen auch ein Attentat auf Adolf Hitler geplant wurde. Zu den von Ruth von Kleist-Retzow in Stettin betreuten Enkelkindern gehörte auch Maria von Wedemeyer, die Dietrich Bonhoeffer hier kennenlernte und mit der er sich am 17. Januar 1943 verlobte.
Das geplante Attentat auf Adolf Hitler am 20. Juli 1944 scheiterte. Ruth von Kleist-Retzow erlebte, dass viele Freunde und Verwandte zum Tode verurteilt und hingerichtet wurden (unter ihnen Ewald von Kleist-Schmenzin in Berlin-Plötzensee und Dietrich Bonhoeffer im KZ Flossenbürg) oder den Suizid wählten.
Sie selbst versuchte, mit einem Treck vor der herannahenden Roten Armee zu fliehen. Das Vorhaben scheiterte. Ruth von Kleist-Retzow erlebte den Einmarsch der Sowjetarmee in Kieckow, wo sie 78-jährig verstarb.

## Werke
- mit Carl Gunther Schweitzer: Die soziale Krisis und die Verantwortung des Gutsbesitzers. F. Bahn, Schwerin 1926.
- Für ein besseres Deutschland.